# Wróble-Wargocin
Wróble-Wargocin – wieś sołecka w Polsce położona w województwie mazowieckim, w powiecie garwolińskim, w gminie Maciejowice.
| SIMC    | Nazwa           | Rodzaj    |
| ------- | --------------- | --------- |
| 1054676 | Proboszczowskie | część wsi |

W latach 1975–1998 miejscowość administracyjnie należała do województwa siedleckiego.